# Ahumada (kommun i Mexiko)
Ahumada är en kommun i Mexiko.   Den ligger i delstaten Chihuahua, i den nordvästra delen av landet, 1 400 km nordväst om huvudstaden Mexico City. Antalet invånare är 11 457. Arean är 17 132 kvadratkilometer.
Terrängen i Ahumada är kuperad åt nordost, men åt sydväst är den bergig.
Följande samhällen finns i Ahumada:
- Miguel Ahumada
- Colonia Valle de la Esperanza
- Las Playas
- San Lorencito
- Moctezuma
- Colonia Agrícola el Llano
- Villa Ahumada y Anexas